# Estación de Gascones-Buitrago
Gascones-Buitrago es una estación de ferrocarril situada en el municipio español de Gascones, en la Comunidad de Madrid, aunque también prestaba servicio al municipio de Buitrago del Lozoya. La estación, perteneciente al ferrocarril directo Madrid-Burgos, en la actualidad carece de servicio de viajeros.

## Situación ferroviaria
Las instalaciones están situadas en el punto kilométrico 86,0 de la línea férrea de ancho ibérico Madrid-Burgos, a 1170 metros de altitud sobre el nivel del mar, entre las estaciones de Gargantilla-Lozoya y Braojos-La Serna. El tramo es de vía única y está sin electrificar.

## Historia
Las instalaciones ferroviarias de Gascones-Buitrago forman parte del ferrocarril directo Madrid-Burgos. Esta línea fue inaugurada en julio de 1968, tras haberse prolongado las obras varias décadas. En el momento de su inauguración el trazado formaba parte de la red de RENFE. El objetivo del ferrocarril era reducir el tiempo de recorrido entre Madrid y la frontera francesa, aunque en la década de 1990 la línea ya se encontraba en declive y la mayoría de estaciones fueron cerradas al tráfico. Desde enero de 2005, con la extinción de la antigua RENFE, el ente Adif pasó a ser el titular de las instalaciones ferroviarias.